# Istituto russo di ricerche spaziali
L'Istituto di ricerche spaziali  (IKI) è la principale istituzione dell'Accademia russa delle scienze dedicata alle applicazioni scientifiche dell'esplorazione spaziale. Ha sede a Mosca ed impiega 290 ricercatori.
L'istituto conduce ricerche nei campi dell'astrofisica, della planetologia, della fisica del Sole, delle relazioni Sole - Terra, del plasma cosmico e della geofisica. L'IKI partecipa a programmi scientifici di ricerca spaziale e sviluppa nuove tecnologie spaziali in collaborazione con l'Agenzia spaziale russa.
L'Istituto venne fondato nel 1965 e fu chiamato Istituto di ricerche spaziali dell'Accademia delle scienze dell'URSS; nel 1992 è stato ribattezzato con il nome attuale.

## Direttori dell'istituto
- Georgij Ivanovič Petrov (1965-1973)
- Roald Zinnuroviĉ Sagdeev (1973-1988)
- Albert Galeev (1988-2002)
- Lev Zeleny (2002-2018)
- Anatolij Petrukovich (2018- )